# Мо, Скотт
Скотт Мо (англ. Scott Moe; род. 31 июля 1973, Принс-Альберт, Саскачеван) — канадский политик, премьер-министр провинции Саскачеван с 2018 года, депутат Законодательного собрания Саскачевана (однопалатный парламент провинции) от округа Ростерн-Шеллбрук.
Скотт Мо — единственный из руководителей канадских провинций, открыто поддержавший «Конвой Свободы».